# Хомбрехтикон
Хомбрехтикон (нем. Hombrechtikon) — населённый пункт в Швейцарии, в кантоне Цюрих.
Входит в состав округа Майлен. Население составляет 7742 человека (на 31 декабря 2007 года). Официальный код — 0153.